# 科南耶爾湖
56°07′46″N 48°28′48″E / 56.1294°N 48.48°E

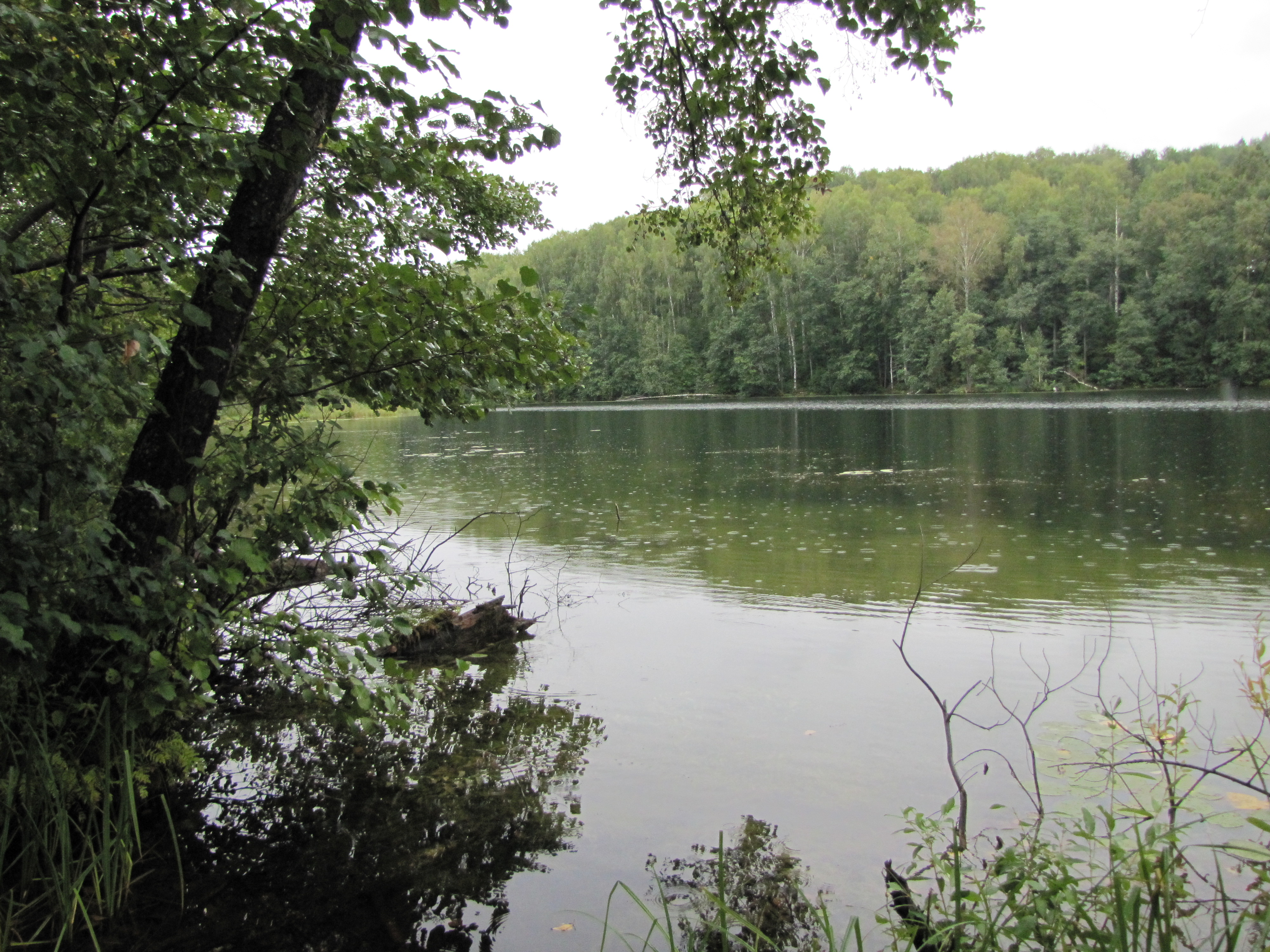

科南耶爾湖（俄语：Конанъер），是俄羅斯的湖泊，位於該國西部，由馬里埃爾共和國負責管轄，長0.6公里、寬0.2公里，面積0.066平方公里，該湖泊最大水深22米。